# Петро Війтович
Петро́ Васи́лій Війто́вич (Войтович; пол. Piotr Bazyli Wójtowycz; 10 червня 1862, Перемишль — 9 червня 1938, Львів) — український скульптор, який працював у Львові.

## Біографія
Народився 1862 року в Перемишлі в українській родині. Рано полишив навчання у школі. Працював у Перемишлі в майстерні різьбяра-рамника. Подорожував до Кракова і Відня. Набував досвіду у Львові під керівництвом Л. Марконі. Поступив до Віденської академії мистецтв. 1888 року здобув стипендію у Римі за роботу «Викрадення сабінянки». Віденську академію закінчив 1890 року, після чого працював у Будапешті та знову у Відні. Додатково стажувався в Італії у Римі та Флоренції. До Львова повернувся 1894 року. Скульптури Войтовича є окрасою найвідоміших громадських, сакральних та житлових споруд Львова.
Після смерти дружини (похована на Личаківському цвинтарі) 1929 року почав страждати від алкоголізму, був безпритульним. Останні роки життя мешкав у притулку для старців фундації Роберта Домса, що розташовувався на вул. Святої Терези, 4 (нині — вул. Митрополита Андрея, 10), за декілька сотень метрів від храму, якому Війтович віддав багато своїх творчих сил. Помер Петро Війтович 9 червня 1938 року.
Похорон відбувся 10 червня, митця поховано на Янівському цвинтарі (поле № 28, поховання 418). Поховання не збереглося.

## Роботи у Львові
- Мідні скульптури роботи Війтовича, які прикрашають Львівську Оперу. Це «Слава», «Геній музики» та «Геній драми і комедії» — виразні і динамічні фігури на фронтоні театру, ряд скульптур його авторства прикрашає інтер'єр театру.
- Фронтон головного вокзалу Львова прикрашає скульптурна композиція роботи Війтовича, що символізує Львів і Залізницю.
- Фігура святого Флоріана, покровителя пожежників, яка прикрашає фронтон головного штабу львівських пожежників на вул. Підвальній, 6 (1901)[5].
- Шість алегоричних скульптур (нині майже зруйнованих) на фасаді будинку Ландау (вул. Дорошенка, 19).
- барельєфи «Мистецтво» та «Праця» над входом до колишньої Державної Промислової школи (нині — Львівський коледж транспортної інфраструктури, вул. Снопківська, 47).
- Низка скульптур у Латинському кафедральному соборі у Львові тощо.
- Скульптурна композиція «Розп'яття» на головному фасаді костелу святої Єлизавети (нині — Церква святих Ольги і Єлизавети) на пл. Кропивницького, 1 у Львові. Оздобленню цього храму Війтович приділяв особливу увагу, оскільки мешкав неподалік. Виконав два бічні вівтарі — святого Йосифа із зображенням дитяти Ісуса, який подає Йосифові вирізьбленого хреста, Матері Божої в алегоричному образі «Під Твою Оборону»[6]. Більшість внутрішніх оздоблень храму була знищена за радянських часів (зокрема вівтар святого Йосифа), але збереглася ще одна його робота — необароковий амвон.

Ймовірно до його праць належать:
- Скульптурне оздоблення будинку на розі вулиць Зеленої, 6 і Руставелі, 2 у Львові (1901)[5].
- Скульптури «Комерція» та «Комунікація» у нішах другого поверху на фасаді колишнього Пасажу Феллерів (проспект Свободи, 35).
- Атланти при вході до житлового будинку на вул. Грабовського, 6.
- У Національному Музеї зберігається скульптура Війтовича «Муза».

## За межами Львова
- Чотири кінних фігури австрійських фельдмаршалів Л. фон Дауна, Ґ. фон Ляудона, О. Ф. фон Трауна та Л. А. Кевенгуллера для віденського пам'ятника імператриці Марії Терезії (1885).
- Невільник. Гіпс. Срібна медаль в Академії мистецтв у Відні. Національний музей у Кракові (1885).
- Персей з головою Медузи. Бронзовий відлив композиції знаходиться в Національному музеї у Кракові (1886–1887).
- Фігури святого Івана Євангеліста та свого Йосипа із каррарського мармуру для парафіяльного костелу Тернополя (1911). Знищені під час Другої світової війни.
- Шістдесят алегоричних та міфологічних фігур для парку та палацу нафтового промисловця та міністра Владисава Длугоша в Сярах біля Горлиць (1912, Польща)
- Пам'ятник Янові Кілінському в Стрию (1929). Не зберігся.

## Галерея

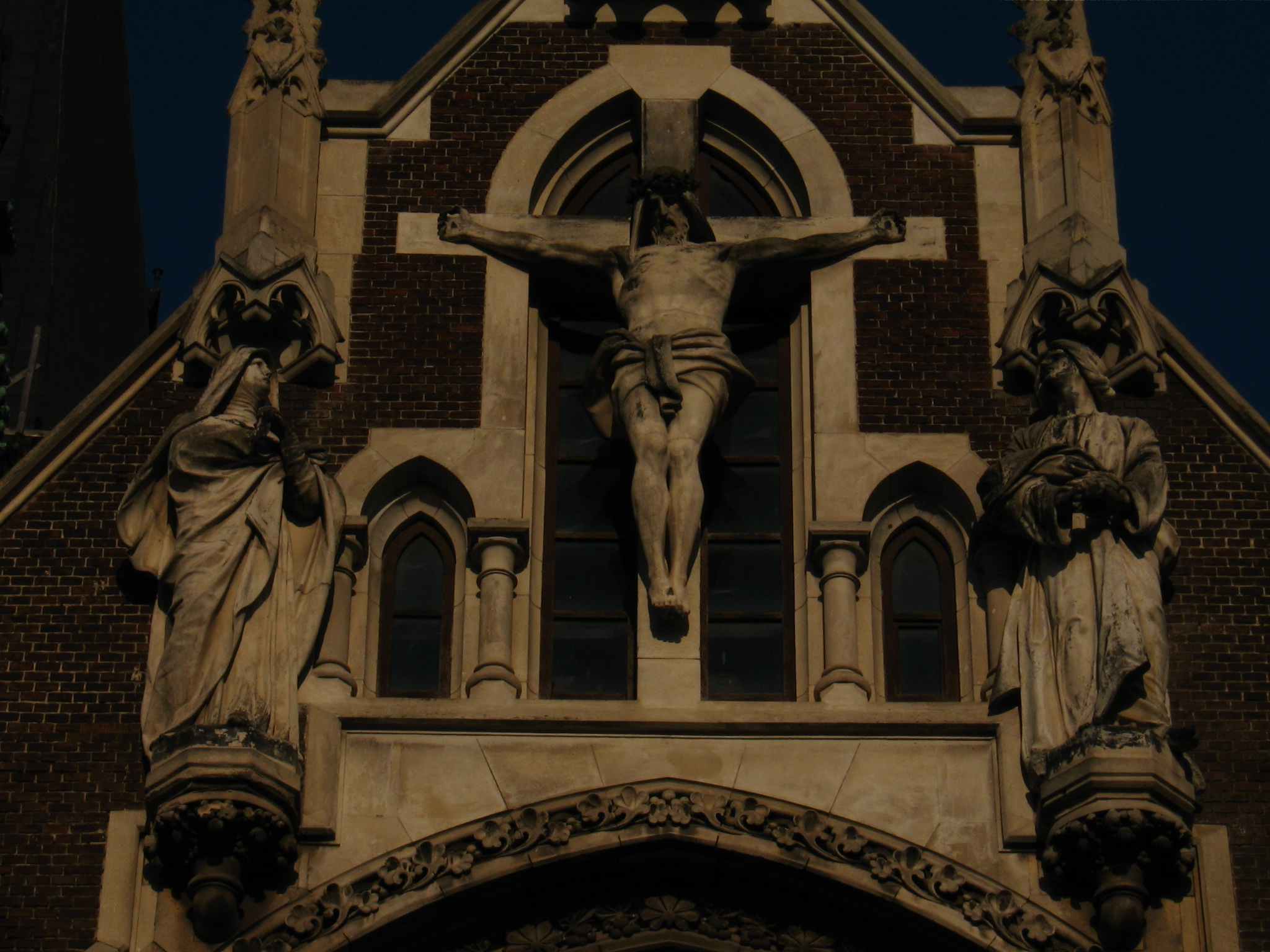
Композиція «Розп'яття» на фасаді церкви Святих Єлизавети та Ольги (пл. Кропивницького, 1)
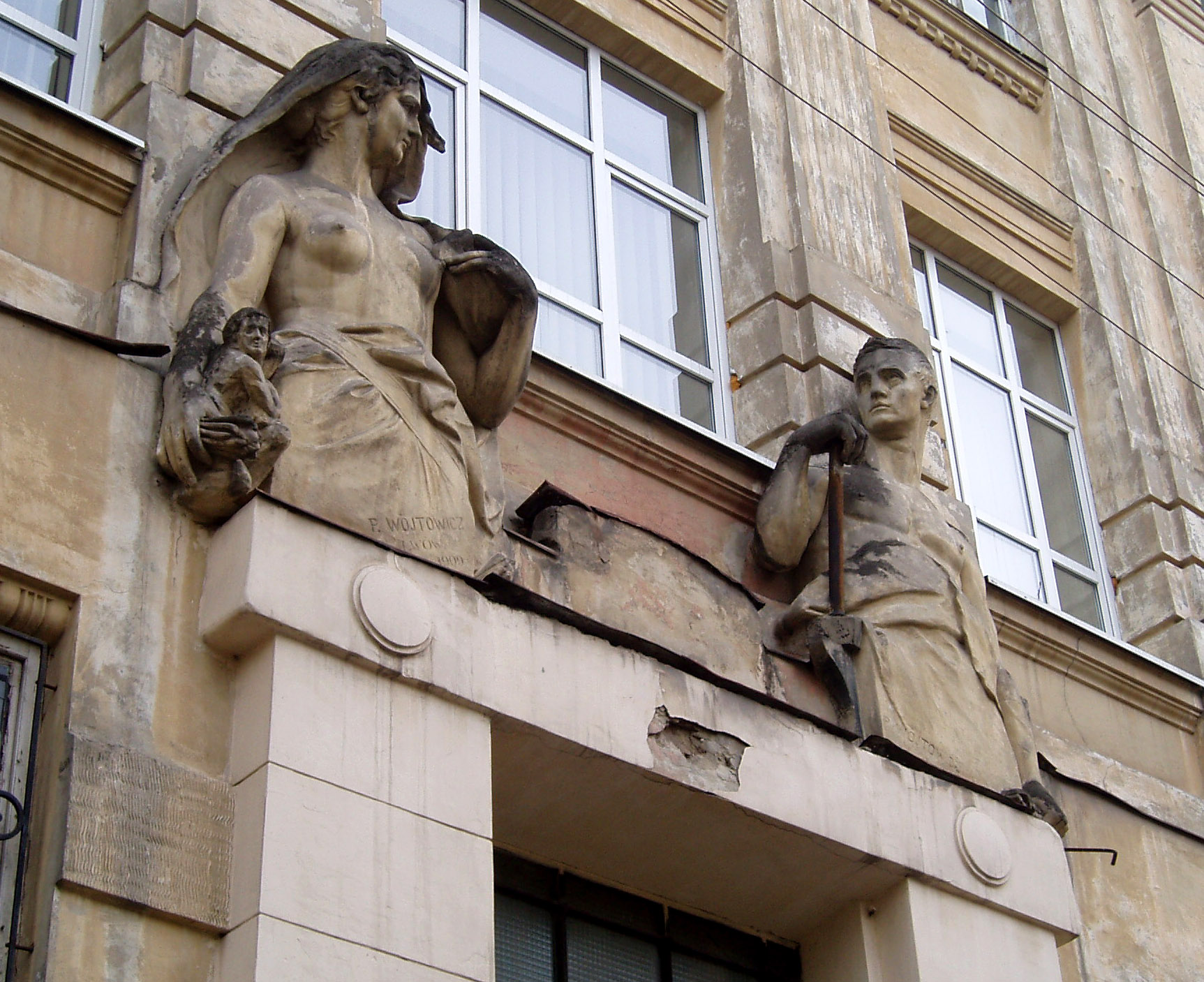
Барельєфи «Мистецтво» та «Праця» над входом до колишньої Державної Промислової школи (вул. Снопківська, 47)
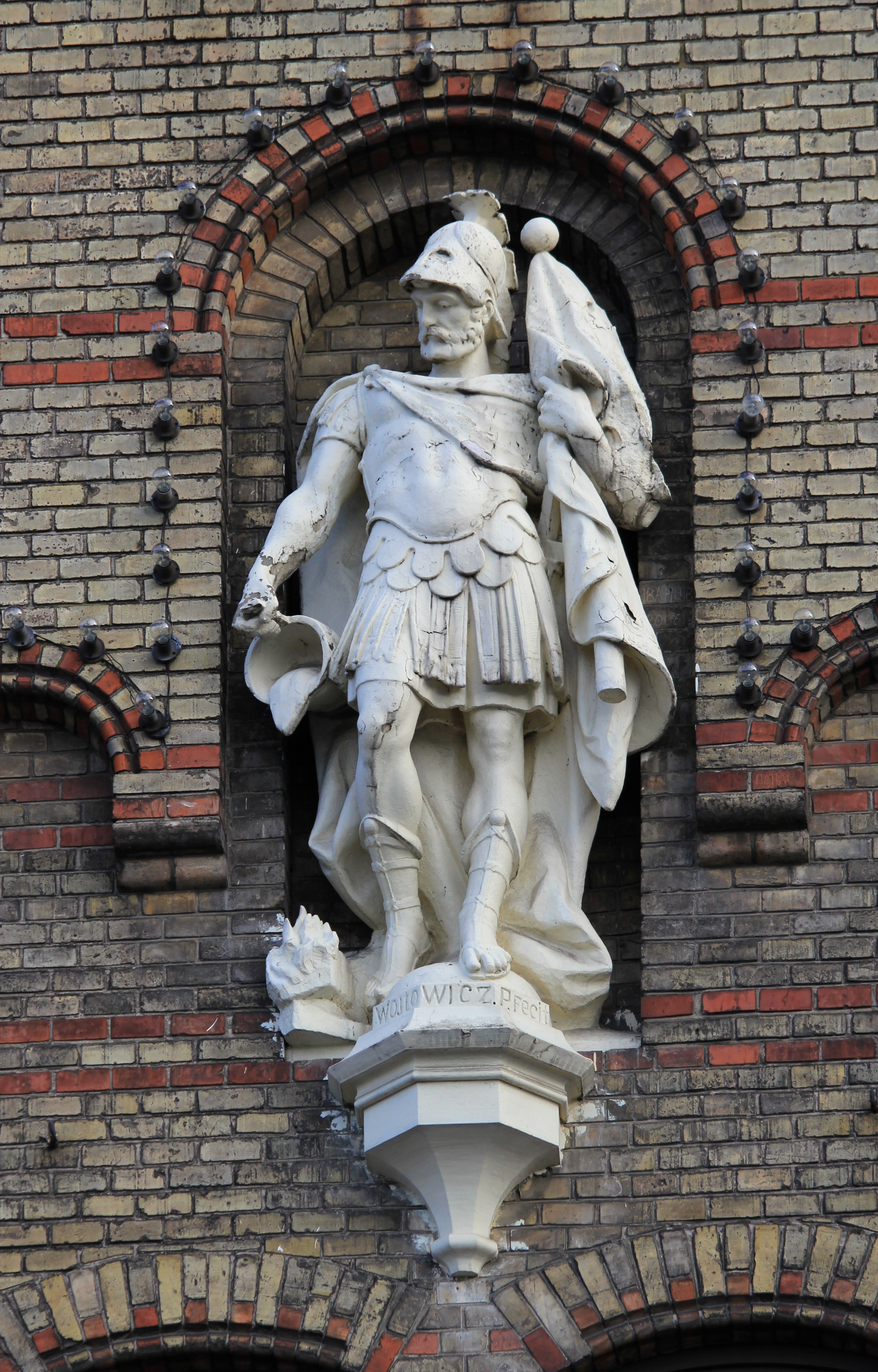
Фігура святого Флоріана, покровителя пожежників на фасаді пожежної станції (вул. Підвальна, 6)
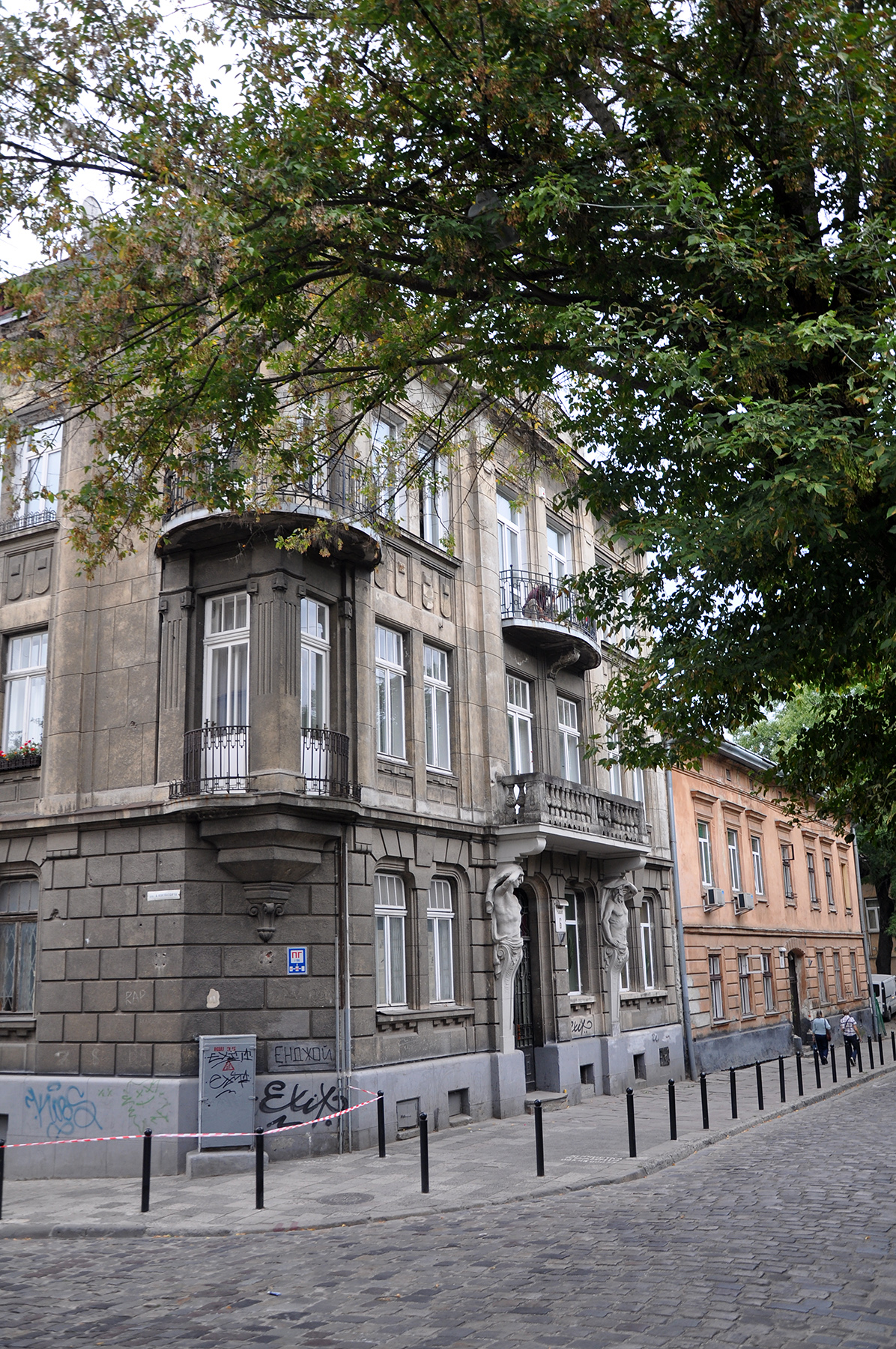
Будинок з атлантами (вул. Грабовського, 6)

## Вшанування
1991 року на честь Петра Війтовича названо одну з вулиць у Галицькому районі міста Львова, розташованої поблизу колишнього притулку для старців фундації Роберта Домса, де митець провів останні роки життя. 